# 根津政次
根津 政次（ねづ まさつぐ）は、江戸時代前期の大名。上野国豊岡藩2代藩主。
初代藩主・根津信政の長男として生まれる。信政の跡を継ぎ、2代藩主となった。
政次には跡を継ぐ男子がなかったため、弟・信直が養子となり家督を継いだ。